# Высший университет Сан-Андреса
Высший университет Сан-Андреса[уточнить] (исп. Universidad Mayor de San Andrés, UMSA) — ведущий государственный университет Боливии, основанный в 1830 году в городе Ла-Пас. UMSA — второй по возрасту университет в Боливии после Университета Святого Франциска Ксаверия (1624).
Это один из самых престижных высших академических центров в стране. По состоянию на 2013 год в UMSA было зарегистрировано около 80 434 студентов, что делает его университетом с самым большим количеством студентов в Боливии. В университете учились несколько президентов Боливии.
В 2017 году в рейтинге QS Latin American University Rankings UMSA был признан лучшим боливийским университетом и занял 91 место среди университетов Латинской Америки.
С апреля 2021 года по 2024 год избранным ректором UMSA будет Оскар Эредиа Варгас, а проректором — Мария Гарсия Морено.

## История
Университет был основан Андресом де Санта Крусом на основании Верховного указа 25 октября 1830 года. Благодаря тому, что Высший университет Сан-Андрес расположен в столице страны Ла-Пасе, он с момента своего основания оказывает влияние на общественную жизнь и историю Боливии. История университета состоит из трёх чётко определённых периодов. С момента своего основания в 1830 году и до июньской революции 1930 года университет был официальным. С 1930 года до появления в 1936 году ректората университета, должность которого занял Эктор Ормачеа Сальес, университет был полуавтономным или муниципальным университетом.

## Штаб-квартира

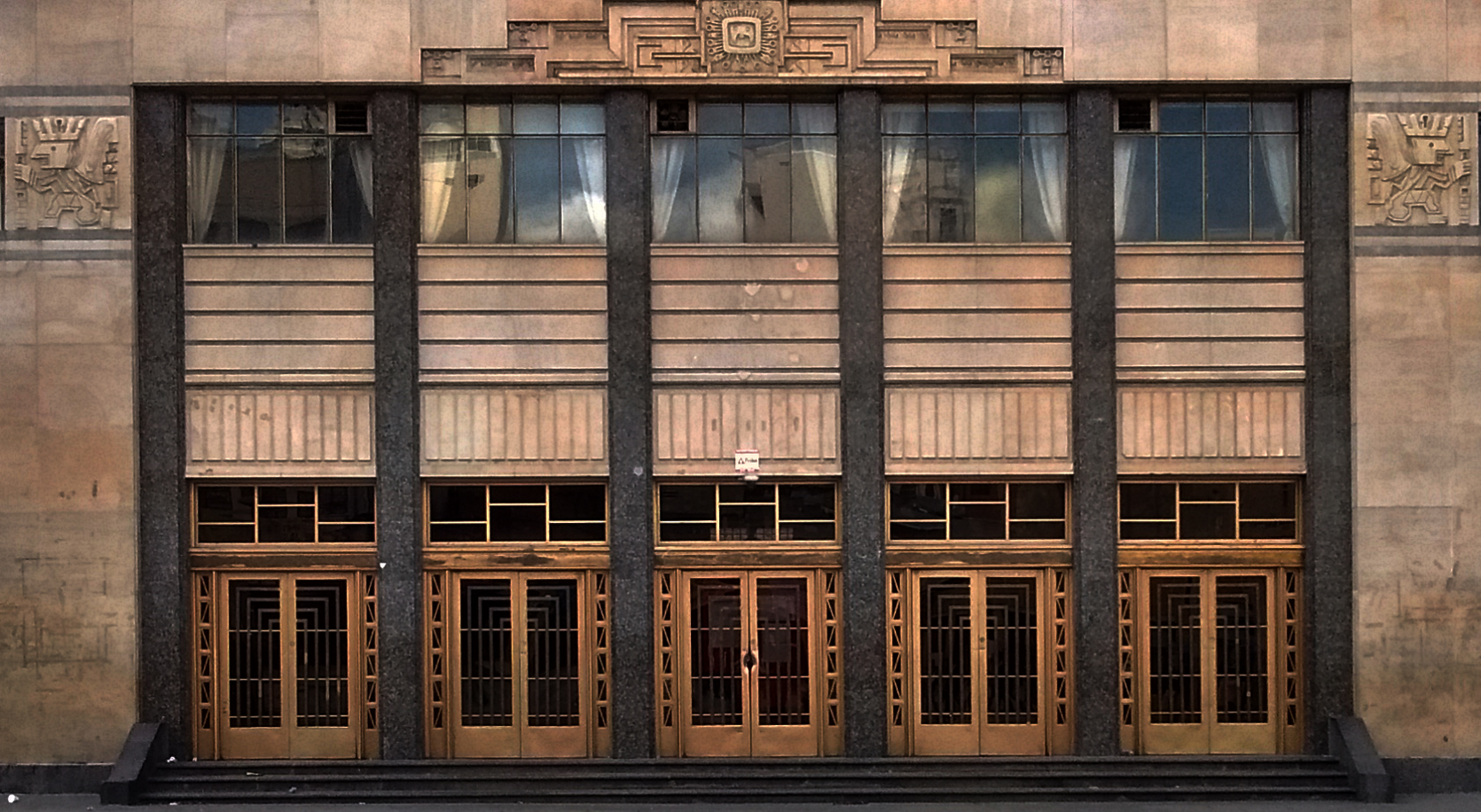
Вход в «Моноблок»

Здание, в котором сейчас располагаются главные офисы университета, известное как «Моноблок», находится на проспекте Вильясон. Оно было спроектировано в 1942 году архитектором Эмилио Вильануэва и считается знаковым примером боливийской архитектуры. Здание является частью университетского комплекса, вдохновлённого доколумбовой архитектурой, который так и не был полностью реализован. Строительство началось в 1942 году и завершилось 4 июля 1947 года. Его критиковали за то, что это первый небоскрёб в городе.
Он также является эпицентром общественных движений, и многие собираются здесь после маршей в центре города. В 1970 году отсюда начиналась «Университетская революция».
В здании 13 этажей, 11 из которых используются для учебных классов. В нём находится самая полная библиотека в стране, зрительный зал, открытый для публики для проведения различных мероприятий, и полуподземный сад с выходом в центральный атриум. Библиотека была создана в 1930 году.
В связи с большим спросом на помещения, на прилегающей территории были построены различные павильоны и два здания. Они отделены от «Моноблока» открытыми площадками и остатками военного колледжа, также спроектированного Вильануэвой.

## Факультеты
Университет располагает следующими факультетами:
- Право и политические науки
- Медицина (вебсайт)
- Архитектура, искусство, дизайн и планирование (вебсайт)
- Общественные науки (вебсайт)
- Экономика и финансы
- Гуманитарные науки и образование (вебсайт)
- Фармацевтические и биохимические науки (вебсайт)
- Инженерное дело (вебсайт)
- Механика
- Теоретические и естественные науки (вебсайт; факультет содержит планетарий Макса Шрайера и астрономическую обсерваторию Патакамайи)
- Стоматология
- Агрономия
- Науки о Земле

## Знаменитые выпускники
- Абель Аларкон де ла Пенья — юрист, поэт и писатель;
- Ана Тереза Моралес — экономист, профессор и политический деятель;
- Фернандо Уанакуни Мамани — юрист, политик и исследователь.
- Луи́с Альбе́рто А́рсе Катако́ра — президент Боливии (с 8 ноября 2020)

## Почётные доктора
- Грегорио Баро — аргентинский учёный;
- Хайме Эскаланте — боливийский и американский педагог;
- Эдуардо Байро — боливийский учёный, специалист по геометрической алгебре;
- Такааки Кадзита — японский учёный физик, лауреат нобелевской премии по физике 2015 года.